# Khalkotauroi

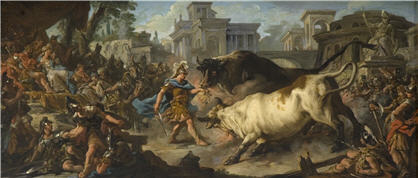
Giasone che doma i tori della Colchide in un dipinto di Jean-François de Troy

I Khalkotauroi, conosciuti anche come i tori della Colchide, sono creature mitologiche che appaiono nel mito greco di Giasone e del vello d'oro.

## Mitologia
I Khalkotauroi sono due immensi tori con zoccoli di bronzo e bocche di bronzo attraverso le quali sputano fuoco. Nell'Argonautica, a Giasone viene promesso il pregiato vello dal re Eete se riesce prima ad aggiogare i Khalkotauroi e usarli per arare un campo. Allora il campo sarà seminato con denti di drago.
Giasone sopravvive alle fiamme ardenti dei tori di bronzo strofinando sul suo corpo una pozione magica che lo protegge dal caldo. La pozione è stata fornita da Medea, la figlia del re Eete, innamorata di Giasone.
I Khalkotauroi erano un dono fatto al re Eete dal fabbro degli dei greci, Efesto.

## Nella cultura di massa
- La versione di Giasone e gli Argonauti di Nick Willing presenta una creatura conosciuta come il toro menaiano, una macchina in parte toro, che Giasone deve domare. Questa versione, tuttavia, sputa fuoco e viene utilizzata per arare i campi da Giasone. I denti di drago seminati si trasformano in scheletri corazzati.
- I Khalkotauroi appaiono nel secondo romanzo di Percy Jackson e gli dei dell'Olimpo, Il mare dei mostri. I tori sono descritti come tori di bronzo sputafuoco delle dimensioni di un elefante creati da Efesto, con corna d'argento e rubini al posto degli occhi. Attaccano il Campo Mezzosangue prima di essere sottomessi dal fratellastro ciclope di Percy Jackson, Tyson. I Khalkotauroi furono successivamente utilizzati per realizzare le piste per la corsa delle bighe. Nell'adattamento cinematografico del libro appare solo un toro della Colchide ed è di natura completamente meccanica, e viene sconfitto quando Percy usa la sua spada per bloccare gli ingranaggi interni del toro.